# Rüdiger Halbe
Rüdiger Halbe (* 19. April 1944 in Graudenz; † 25. August 2018 in Braunschweig) war ein deutscher Fußballspieler. Von 1965 bis 1967 absolvierte der Mittelfeldspieler und Stürmer in der deutschen Fußballnationalmannschaft der Amateure sechs Länderspiele und erzielte dabei ein Tor. Von 1968 bis 1973 war er für den TuS Celle in der damals zweitklassigen Fußball-Regionalliga Nord in 151 Ligaspielen im Einsatz, wobei er 22 Tore für die Mannschaft aus Niedersachsen erzielte.

## Laufbahn
Beim Bundesligisten Eintracht Braunschweig gehörte das junge Offensivtalent aus der eigenen Amateurmannschaft – wie Wolf-Rüdiger Krause und Wolfgang Grzyb – zum erweiterten Kader der Lizenzspielermannschaft 1965/66. Trainer Helmuth Johannsen brachte Halbe aber im Jahr vor dem Meisterschaftsgewinn 1967 nicht in der Bundesliga zum Einsatz. Vom DFB bekam das Talent aber Einladungen für die Amateurnationalmannschaft. Er debütierte am 27. Oktober 1965 in Wiesbaden beim Länderspiel gegen Finnland in der deutschen Amateurauswahl, ebenso wie sein Vereinskamerad Krause. Die beiden Braunschweiger Talente bildeten den rechten Flügel der mit 6:2 siegreichen DFB-Elf. Krause erzielte zwei und Halbe ein Tor. Im März und Juni 1966 kamen für Halbe noch die Amateurländerspiele gegen Frankreich und Italien hinzu. Parallel war er mit Krause und Grzyb auch in der Verbandsauswahl von Niedersachsen im Rahmen des Länderpokals erfolgreich aktiv. Über die Stationen Bremen, Niederrhein und im Halbfinale gegen Nordbaden hatten sich die Niedersachsen in der Saison 1965/66 in das Finale am 17. Juni 1966 in Minden gegen Westfalen gespielt. Gegen die Amateurnationalmannschaftskollegen Friedhelm Schulte, Erhard Ahmann, Dieter Mietz und Dieter Zorc sowie das Offensivtalent Dietmar Erler konnten sich Halbe und Kollegen aber nicht durchsetzen und verloren das Endspiel mit 0:1. Da der 20-Jährige sich keine realistischen Einsatzchancen im Bundesligakader der Eintracht zur Runde 1966/67 ausrechnete, wechselte er im Sommer 1966 zum TuS Celle.
Bei den Blau-Gelben vom Stadion an der Nienburger Straße lief es zwar nicht gut, nur ein 9. Platz stand am Rundenende 1966/67 zu Buche, aber in der Amateurnationalmannschaft kam Halbe zu drei weiteren Einsätzen. Darunter waren auch die zwei Länderspiele im Oktober und November 1966 gegen Jugoslawien und die Türkei im Wettbewerb des UEFA Amateur Cup. Sein sechstes und letztes Spiel in der DFB-Amateurelf bestritt der Halbstürmer am 12. April 1967 in Gladbeck beim 4:0-Sieg gegen die Niederlande. In seinem zweiten Jahr in Celle, 1967/68, schaffte er mit seiner Mannschaft den Aufstieg in die Regionalliga Nord.
Im damaligen Unterbau der Fußball-Bundesliga ging es für den Aufsteiger in der gesamten Runde 1968/69 um den Klassenerhalt. Im März 1969 hatte Fritz Schollmeyer beim abstiegsgefährdeten TuS das Traineramt übernommen. Am letzten Spieltag, den 24. Mai 1969, kam der VfB Lübeck mit der Aussicht auf die Vizemeisterschaft und damit dem Einzug in die Bundesligaaufstiegsrunde nach Celle. Vor 10.973 Zuschauern brachte zwar Reinhard Surkau Celle in der 39. Minute mit 1:0 in Führung, aber der VfB glich in der 70. Minute durch Helmut Hosung aus und fünf Minuten später entschied Otto Hartz mit einem Kopfball das Spiel zum 2:1-Auswärtserfolg für Lübeck. Die gleichzeitige 1:2-Heimniederlage von Sperber Hamburg gegen Holstein Kiel verhalf Celle durch den besseren Torquotient aber doch noch zum Klassenerhalt. Halbe hatte in 31 Ligaspielen sechs Tore erzielt. Zwar hatte man mit Dieter Perau einen treffsicheren Torschützen zur zweiten Runde 1969/70 dazubekommen, aber ins gesicherte Mittelfeld konnte sich die Mannschaft um Rüdiger Halbe nicht absetzen. Zur Runde 1970/71 übernahm der bisherige Abwehrspieler Hannes Baldauf das Traineramt. In der Hinrunde kamen Halbe und Kollegen aber mit nur fünf Siegen und vier Unentschieden lediglich zu 14:20 Punkten. Die gute Rückrunde mit 19:15 Punkten brachte dann den 10. Rang ein. 1972 belegte Celle wiederum den 10. Platz.
Zur Saison 1972/73 übernahm Emil Izsó das Traineramt bei der Halbe-Elf. Es wurde aber eine Runde mit nur 22:46 Punkten und damit stieg die Mannschaft um Heinz Bode, Hans-Jürgen Mumme, Christoph Schenk und Rüdiger Halbe nach dem fünften Regionalligajahr wieder in das Amateurlager ab. Ex-Amateurnationalspieler Halbe hatte von 1968 bis 1973 für Celle 151 Regionalligaspiele absolviert und dabei 22 Tore erzielt.